# Karoliina Lundahl
Satu Karoliina Lundahl (* 30. Juni 1968 in Helsinki als Karoliina Leppäluoto) ist eine finnische Gewichtheberin.

## Werdegang
Karoliina wuchs in Helsinki auf und begann als Jugendliche mit der Leichtathletik (Kugelstoßen, Diskuswurf). Dabei befasste sie sich zu Trainingszwecken für diese Disziplinen auch schon mit dem Gewichtheben. Als ab 1987 für Gewichtheben auch internationale Wettkämpfe ausgeschrieben wurden, stieg sie auf diese Sportart um. Sie startete für "Pyrinto" Oulu und hatte in Jaakko Kailajärvi, einem ehemaligen finnischen Weltklasse-Gewichtheber einen hervorragenden Trainer gefunden. 1990 bestritt sie bei den Europameisterschaften auf Teneriffa ihren ersten internationalen Wettkampf. 1993 heiratete sie einen ehemaligen finnischen Hammerwerfer. Karoliina Lundahl hielt sich zu Trainingszwecken oftmals in der Slowakei auf und trainierte dort mit Dusan Kovac. Später lebte sie einige Jahre in Kalifornien.
Ihre größten Erfolge waren die Siege bei den Weltmeisterschaften 1994 in Istanbul und 1998 in Lahti.

## Internationale Erfolge/Zweikampf
(OS = Olympische Spiele, WM = Weltmeisterschaften, EM = Europameisterschaften, KG = Körpergewicht)
- 1990, 3. Platz, EM auf Teneriffa, bis 82,5 kg KG, mit 175 kg, hinter Judith Oakes, Großbritannien, 200 kg und Valkana Totschewa, Bulgarien, 197,5 kg;
- 1991, 1. Platz, EM in Warna, bis 82,5 kg KG, mit 192,5 kg, vor Veronika Tobias, Ungarn, 187,5 kg und Veneto Genova, Bulgarien, 185 kg;
- 1991, 4. Platz, WM in Donaueschingen, bis 82,5 kg KG, mit 195 kg, Siegerin: Li Honglin, China, 240 kg vor María Isabel Urrutia, Kolumbien, 240 kg;
- 1992, 1. Platz, EM in Loures bei Lissabon, bis 82,5 kg KG, mit 202,5 kg, vor Monique Riesterer, Deutschland, 200 kg und Line Mary, Frankreich, 200 kg;
- 1992, 5. Platz, WM in Warna, bis 75 kg KG, mit 195 kg, Siegerin: Hua Ju, China, 237,5 kg vor Kumi Haseba, Japan, 205 kg;
- 1993, 2. Platz, EM in Valencia, 2. Platz, bis 83 kg kG, mit 195 kg, hinter Theodula Spanou, Griechenland, 202,5 kg und vor Line Mary, 182,5 kg;
- 1993, 4. Platz, WM in Melbourne, bis 83 kg KG, mit 205 kg, hinter Chen Shu-Chih, Taiwan, 230 kg, Panagotis Antonopoulou, Griechenland, 215 kg und Bharti Singh, Indien, 207,5 kg;
- 1994, 1. Platz, EM in Rom, bis 83 kg KG, mit 222,5 kg, vor P. Antonopoulou, 212,5 kg und Venera Mannanowa, Russland, 210 kg;
- 1994, 1. Platz, WM in Istanbul, über 83 kg KG, mit 230 kg, vor Chen Hsiao-Lien, Taiwan, 217,5 kg;
- 1995, 3. Platz, WM in Guangzhou/China, über 83 kg KG, mit 227,5 kg; Siegerin: Erika Takacs, Ungarn, 232,5 kg vor Chen Hsiao-Lien, 230 kg;
- 1996, 2. Platz, WM in Warschau, über 83 kg KG, mit 232,5 kg, hinter Wan Ni, China, 240 kg und vor Chen Hsiao-Lien, 227,5 kg;
- 1996, 3. Platz, EM in Prag, bis 83 kg KG, mit 220 kg, hinter Albina Chomitsch, Russland, 232,5 kg und Monique Riesterer, 225 kg;
- 1997, 7. Platz, WM in Chiangmai/Thailand, bis 83 kg KG, mit 210 kg, Siegerin: Tang Weifang, China, 260 kg vor María Isabel Urrutia, 235 kg;
- 1998, 6. Platz, EM in Riesa, bis 75 kg KG, mit 200 kg, Siegerin: Maria Takacs, Ungarn, 225 kg vor Ilona Danko, Ungarn, 222,5 kg;
- 1998, 1. Platz, WM in Lahti, bis 75 kg kG, mit 230 kg, vor Sule Shabaz, Türkei, 220 kg und Maria Takacs, 217,5 kg;
- 1999, 3. Platz, EM in A Coruña, bis 75 kg KG, mit 225 kg, hinter Radka Sevcikova, Tschechien, 230 kg und Sule Shabaz, 225 kg;
- 1999, 6. Platz, WM in Athen, bis 75 kg KG, mit 227,5 kg, Siegerin: Xu Jiao, China, 247,5 kg vor Kim Soo-Hee, Südkorea, 242,5 kg;
- 2000, 4. Platz, EM in Sofia, bis 75 kg KG, mit 225 kg, hinter Swetlana Habirowa, Russland, 240 kg, Venera Mannanowa, 232,5 kg, und Beata Prei, Polen, 227,5 kg;
- 2000, unplatziert, OS in Sydney, bis 75 kg KG, 3 Fehlversuche im Reißen;
- 2001, 3. Platz, EM in Trencin, bis 75 kg KG, mit 230 kg;
- 2001, unplatziert, WM in Antalya, bis 75 kg KG, Aufgabe wegen Verletzung im Reißen;
- 2002, 1. Platz, American Open in Savannah, bis 75 kg KG, mit 215 kg, vor Doreen Heldt, USA, 215 kg

- Bei den  Olympischen Spielen 1996 startete Karoliina Lundahl im Kugelstoßen und schied nach der Qualifikation aus.

## Medaillen Einzeldisziplinen
- WM-Goldmedaillen: 1994, Reißen, 102,5 kg - 1994, Stoßen, 127,5 kg - 1996, Reißen, 107,5 kg - 1998, Reißen, 105 kg -
- WM-Silbermedaille: 1998, Stoßen, 125 kg -
- WM-Bronzemedaillen: 1994, Reißen, 90 kg - 1995, Reißen, 102,5 kg - 1995, Stoßen, 125 kg - 1996, Stoßen, 125 kg -

- EM-Goldmedaillen: 1991, Stoßen, 105 kg - 1992, Stoßen, 112,5 kg - 1994, Reißen, 97,5 kg - 1994, Stoßen, 125 kg -
- EM-Silbermedaillen: 1991, Reißen, 87,5 kg - 1992, Reißen, 90 kg - 1993, Reißen, 85 kg - 1993, Stoßen, 110 kg -
- EM-Bronzemedaillen: 1990, Reißen, 80 kg - 1996, Reißen, 100 kg - 1996, Stoßen, 120 kg -